# 西田町大網
西田町大網（にしたまち おおあみ）は、福島県郡山市の町丁である。郵便番号は963-0924。

## 地理
郡山市北東部の西田地区に属する。西田町鬼生田西部、阿武隈川に沿う平野部に飛地状に南北2ヶ所に分かれて位置しており、南側に一丁目、北側では郡山市道土棚高倉線を境に南に二丁目、北に三丁目が設置されている。一丁目、三丁目に家屋がいくつか所在するほかは水田が広がる。西田町三町目に所在する郡山北警察署西田駐在所及び日和田町に所在する郡山消防署日和田分署がそれぞれ管轄にあたる。

## 世帯数と人口
西田町鬼生田と合算されており、郡山市による個別の人口統計は公表されていない。

## 小・中学校の学区
市立小・中学校に通う場合、学区は以下の通りとなる。
| 番地 | 義務教育学校     |
| ---- | ---------------- |
| 全域 | 郡山市立西田学園 |

## 交通

### 鉄道
- 東北新幹線

### 道路
- 福島県道73号二本松金屋線
- 郡山市道1-46号土棚高倉線

## 施設
- サンオート郡山（自動車整備工場）